# Малая Вильва
Малая Вильва — деревня в Пермском крае России. Входит в Александровский муниципальный округ.

## География
Деревня расположена на правом берегу реки Вильва, немногим ниже места впадения в неё реки Лытва, примерно в 12 км к юго-западу от города Александровск.

## Население
| 2010 |
| ---- |
| 4    |

## История
С 2004 до 2019 гг. входила в  Александровское городское поселение Александровского муниципального района.

## Топографические карты
- Лист карты O-40-31. Масштаб: 1 : 100 000. Состояние местности на 1982 год. Издание 1987 г.